# 前原寅吉

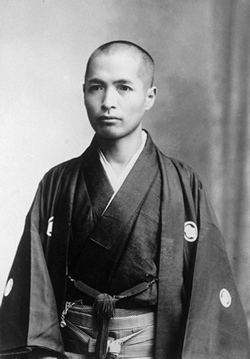
前原寅吉。前原家所有画像。

前原 寅吉（まえはら とらきち、1872年（明治5年）2月26日 - 1950年（昭和25年）4月21日）は、明治〜昭和期の八戸市の天文愛好家。日本天文学会特別会員。株式会社マエバラ創業者。1910年に学会に認められるものではなかったものの、ハレー彗星の太陽面通過観測に挑戦し、記録を残す。

## 経歴
青森県三戸郡八戸町類家に、旧八戸藩士である前原正明、しゅうの三男として生まれる。13歳で時計屋に奉公後、独立して番町で「前原時計店」を創業した。
10歳の頃から「天文日誌」を書き、天文学や物理学を独習。1905年には太陽黒点を観測。1908年日本天文学会が創設されると、在野でありながら機関誌「天文月報」へ真っ先に質問し、質問者第一号となった。また、太陽を観測するために発明した「黒色ガラス」（太陽面直接観望用眼鏡）が感心され、同会の特別会員に推薦された。やませの影響で冷害をもたらす太平洋沿岸特有の気候から人々を救うために、天候と天体との因果関係を導く研究を重ねる。
1910年には自作の「黒色ガラス」をつけた3台の天体望遠鏡を自宅の物干し台に取り付け、ハレー彗星の太陽面通過観測に挑戦。この記録を満州日日新聞に送ったところ記事になって絶賛されたが、まったく学会に認められるものではなかった。同年白瀬矗中尉の南極探検隊に、星座表を利用することで時間を知ることができるという星座時計を作って贈る。また、同じ町内で写真館を営む写真師・高野直太郎と協力して月面写真や太陽の黒点写真を撮影した。これらを印刷した「天体之現象」などを学校教材として利用してもらうために、日本全国はもとより当時の朝鮮、満州、台湾、ハワイの学校や気象台、測候所などに無料で送った。また、自宅の庭にプラネタリウムをつくり、子どもたちに見せるなど、生涯を通じて天文学の普及に尽力した。
40代より視力が衰え、後、失明に至るも、家族などに手伝ってもらい観測や論文の発表を続けた。1950年、老衰のため死去。78歳没。

## 小惑星名への採用
- 国際天文学連合の小惑星命名委員会は、1994年に発見された小惑星について、2017年10月5日に「前原寅吉」（20080 Maeharatorakichi）と命名した[7][8]。

## 寅吉使用の望遠鏡について
- 八戸ポータルミュージアム4階こどもはっち前の天球儀を象ったスペースに、前原家より八戸市に寄託された寅吉使用の望遠鏡3台や付属品が展示されている。漆塗りの望遠鏡については、「南部信順が薩摩藩から八戸藩への婿入り道具として持参したオランダ製の望遠鏡」を旧八戸藩南部家より寅吉が譲り受けたとの伝承があるが、現在は江戸後期の国産望遠鏡であることが有力とされている。また、金属製の小型望遠鏡については、天体望遠鏡博物館の研究者による調査の結果、フランスの望遠鏡メーカーであるバルドー社製のもので、フランス文化省が文化遺産として紹介しているものと同機種であることが分かった[9][10]。